# Fonction monotone

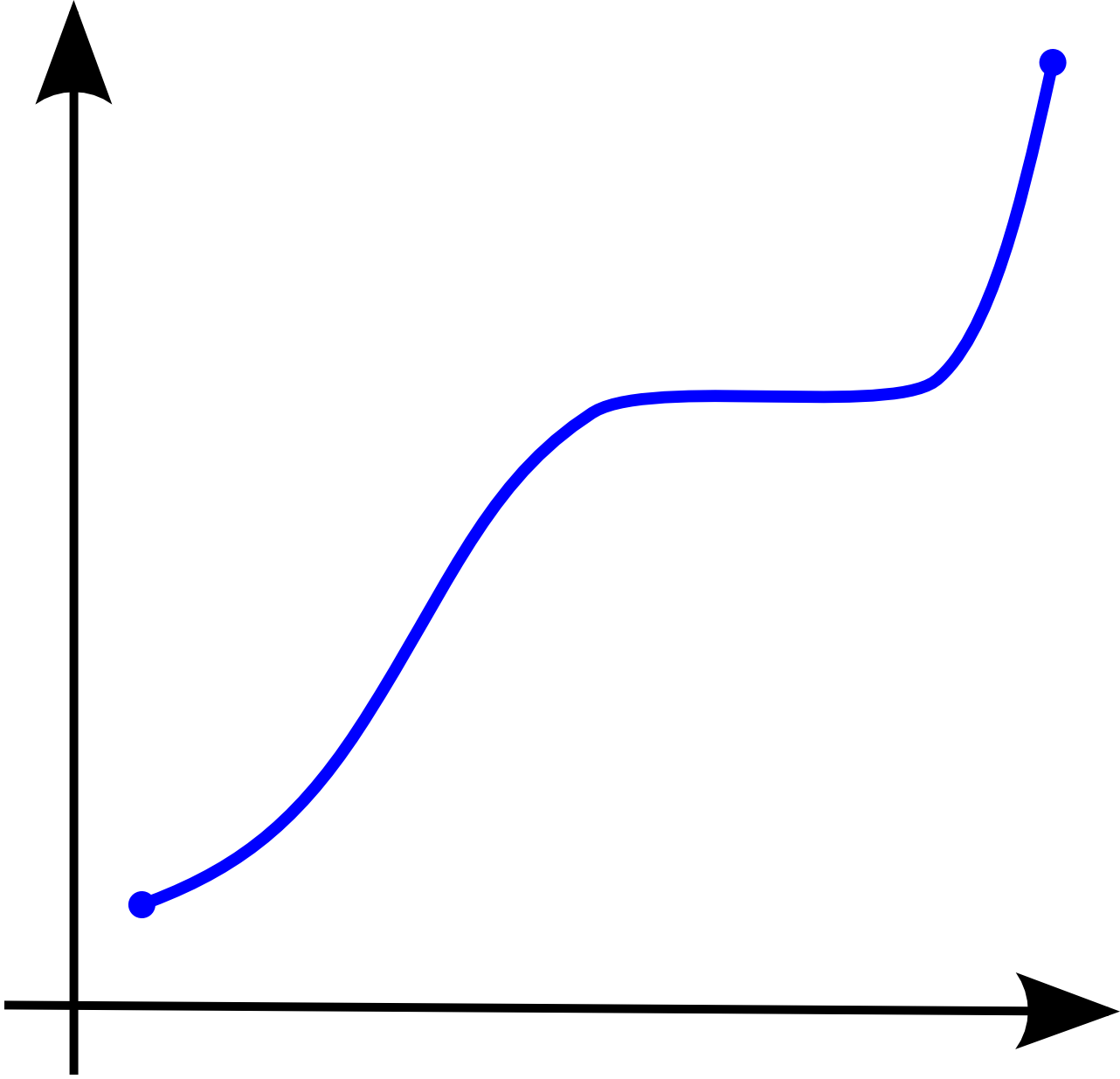
Figure 1. Graphe d'une fonction monotone (fonction croissante).

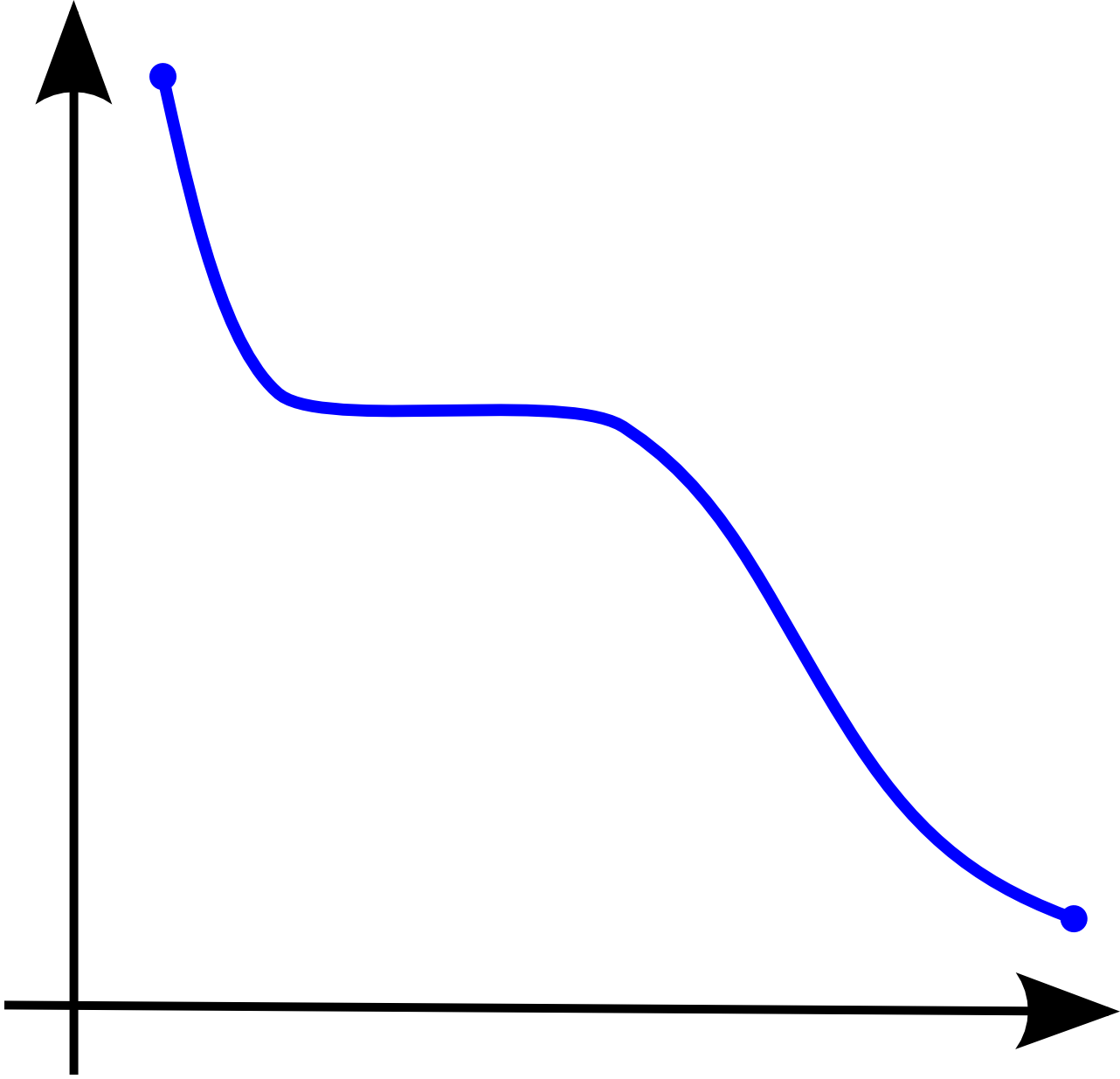
Figure 2. Graphe d'une fonction monotone (fonction décroissante).

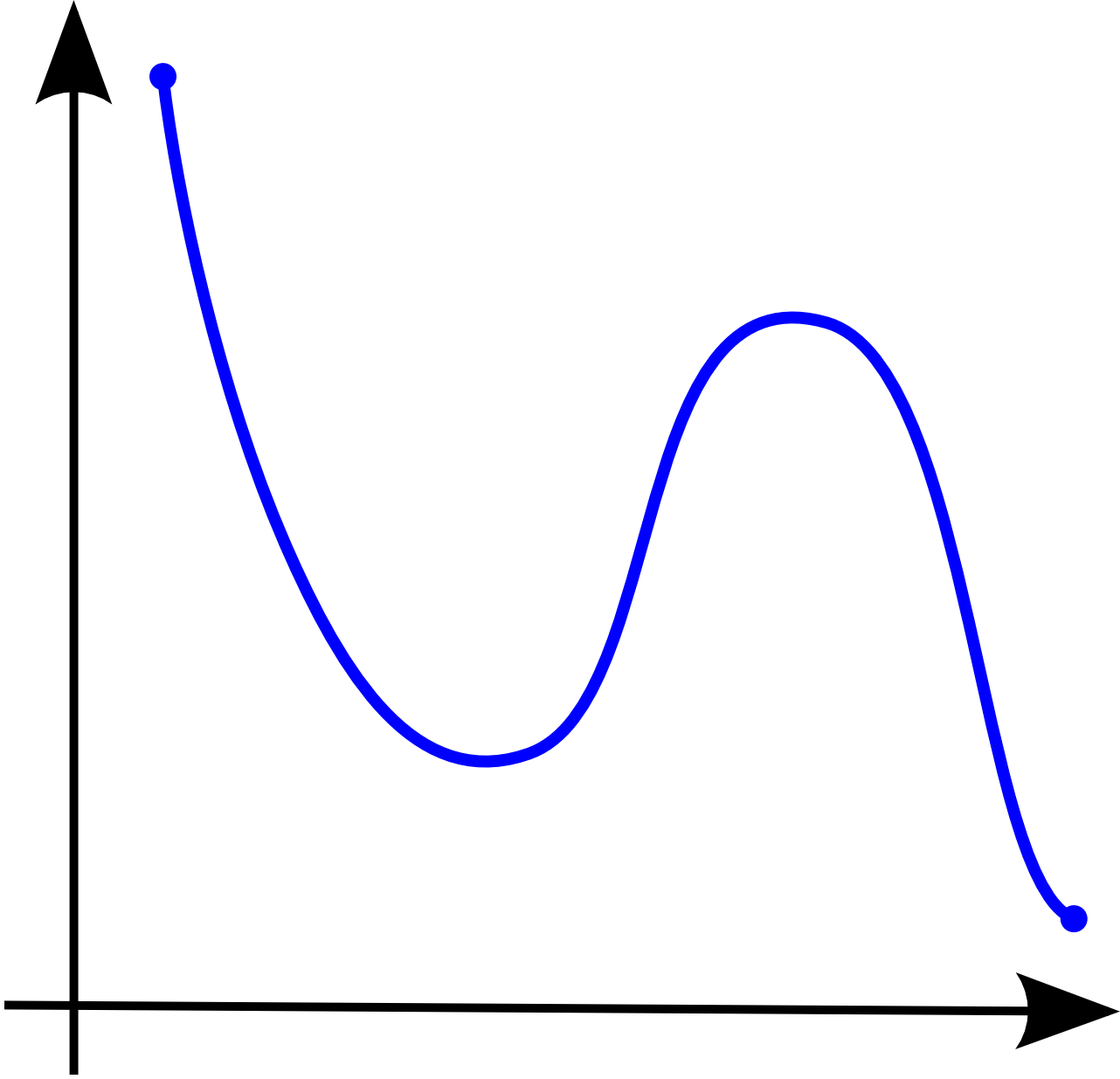
Figure 3. Graphe d'une fonction qui n'est pas monotone.

En mathématiques, une fonction monotone est une fonction entre ensembles ordonnés qui préserve ou renverse l'ordre. Dans le premier cas, on parle de fonction croissante et dans l'autre de fonction décroissante. Ce concept est tout d'abord apparu en analyse réelle pour les fonctions numériques et a été généralisé ensuite dans le cadre plus abstrait de la théorie des ordres.

## Monotonie en analyse réelle
Intuitivement (voir les figures ci-contre), la représentation graphique d'une fonction monotone sur un intervalle est une courbe qui « monte » constamment ou « descend » constamment. Si cet aspect graphique est immédiatement parlant, ce n'est cependant pas la seule forme sous laquelle la propriété de monotonie se révèle : une fonction monotone est une fonction qui a toujours le même effet sur la relation d'ordre. Pour une fonction croissante, l'ordre qui existe entre deux variables se retrouve dans l'ordre de leurs images, pour une fonction décroissante, l'ordre des images est inversé par rapport à l'ordre des antécédents.
Pour une fonction dérivable sur un intervalle, l'étude de la monotonie est liée à l'étude du signe de la dérivée, qui est constant : toujours positif ou toujours négatif.

### Définition
Soient {\displaystyle I} un intervalle de {\displaystyle \mathbb {R} } et {\displaystyle f} une fonction à valeurs réelles, dont le domaine de définition contient cet intervalle {\displaystyle I}.
Monotonie au sens large. On dit que {\displaystyle f} est :
- croissante (ou : croissante au sens large) sur {\displaystyle I} sipour tout couple {\displaystyle (x,y)\in I^{2}} tels que {\displaystyle x<y}, on a {\displaystyle f(x)\leqslant f(y)} ;
- décroissante (ou : décroissante au sens large) sur {\displaystyle I} sipour tout couple {\displaystyle (x,y)\in I^{2}} tels que {\displaystyle x<y}, on a {\displaystyle f(x)\geqslant f(y)} ;
- monotone (ou : monotone au sens large) sur {\displaystyle I} si elle est croissante sur {\displaystyle I} ou décroissante sur {\displaystyle I}.

Exemple : pour tout réel {\displaystyle x}, notons ici {\displaystyle E(x)} la partie entière de {\displaystyle x} (c'est l'unique entier relatif {\displaystyle k} tel que {\displaystyle k\leqslant x<k+1}). La fonction {\displaystyle E:\mathbb {R} \to \mathbb {R} } est croissante sur {\displaystyle \mathbb {R} } mais pas strictement croissante (cf. infra), car elle est constante sur chaque intervalle {\displaystyle [i,i+1[} d'extrémités entières.
Monotonie stricte. On dit que {\displaystyle f} est :
- strictement croissante sur {\displaystyle I} si pour tout couple {\displaystyle (x,y)\in I^{2}} tels que {\displaystyle x<y}, on a {\displaystyle f(x)<f(y)};
- strictement décroissante sur I sipour tout couple {\displaystyle (x,y)\in I^{2}} tels que {\displaystyle x<y}, on a {\displaystyle f(x)>f(y)};
- strictement monotone sur {\displaystyle I} si elle est strictement croissante sur {\displaystyle I} ou strictement décroissante sur {\displaystyle I}.

Exemples : soit {\displaystyle n} un entier strictement positif.
- La fonction {\displaystyle f:\mathbb {R} _{+}\to \mathbb {R} :x\mapsto x^{n}}, est strictement croissante sur {\displaystyle \mathbb {R} _{+}}.
En effet, si {\displaystyle a,b,a'} et {\displaystyle b'} sont des réels tels que {\displaystyle 0\leqslant a<b} et {\displaystyle 0\leqslant a'<b'}, alors {\displaystyle aa'<bb'}. On en déduit par récurrence sur l'entier {\displaystyle n} que pour tout couple {\displaystyle (x,y)} de réels positifs ou nuls tels que {\displaystyle x<y}, on a {\displaystyle x^{n}<y^{n}}.
- Lorsque {\displaystyle n} est impair, la fonction {\displaystyle f:\mathbb {R} \to \mathbb {R} :x\mapsto x^{n}}, est strictement croissante sur {\displaystyle \mathbb {R} }.
En effet, elle est strictement croissante sur {\displaystyle \mathbb {R} _{+}} (cf. l'exemple précédent) et impaire.

Remarque 1 : pour qu'une fonction {\displaystyle f} soit croissante (respectivement strictement croissante) sur {\displaystyle I}, il faut et il suffit que {\displaystyle -f} soit décroissante (resp. strictement décroissante) sur {\displaystyle I}.
Remarque 2 : pour qu'une fonction monotone {\displaystyle f:I\to \mathbb {R} } ne le soit pas strictement, il faut (et bien sûr il suffit) que {\displaystyle I} contienne un intervalle non trivial (c'est-à-dire non vide et non réduit à un point) sur lequel {\displaystyle f} est constante.

### Propriétés élémentaires

#### Opérations algébriques
Soient deux fonctions croissantes sur {\displaystyle I}. Alors :
- leur somme est croissante ;
- si elles sont à valeurs positives, leur produit est croissant.

On a une propriété analogue pour les fonctions strictement croissantes.

#### Composition
Soient deux fonctions {\displaystyle f:I\to \mathbb {R} } et {\displaystyle g:J\to \mathbb {R} }, où {\displaystyle I} et {\displaystyle J} sont deux intervalles réels tels que {\displaystyle f(I)\subset J}; on peut définir la fonction composée {\displaystyle g\circ f:I\to \mathbb {R} }.
Si {\displaystyle f} est monotone sur {\displaystyle I} et {\displaystyle g} monotone sur {\displaystyle J}, alors {\displaystyle g\circ f} est monotone sur {\displaystyle I}. Plus précisément :
- si {\displaystyle f} et {\displaystyle g} sont toutes deux croissantes ou toutes deux décroissantes, alors {\displaystyle g\circ f} est croissante ;
- si l'une des deux fonctions {\displaystyle f} ou {\displaystyle g} est croissante et l'autre décroissante, alors {\displaystyle g\circ f} est décroissante.

On a une propriété analogue pour les fonctions strictement monotones.

#### Injectivité
Une fonction strictement monotone sur un intervalle {\displaystyle I} est injective, c'est-à-dire que deux éléments de {\displaystyle I} distincts ont des images distinctes.
En effet, si {\displaystyle x,y} sont deux éléments de {\displaystyle I} distincts on a (en supposant par exemple {\displaystyle f} strictement croissante)
si {\displaystyle x<y} alors {\displaystyle f(x)<f(y)},
si {\displaystyle x>y} alors {\displaystyle f(x)>f(y)},
donc dans les deux cas, {\displaystyle f(x)} et {\displaystyle f(y)} sont distincts.
Cette propriété, associée au théorème des valeurs intermédiaires, se révèle utile pour la recherche du nombre de zéros d'une fonction.

### Propriétés relatives à lacontinuitéet auxlimites

#### Théorème de la limite monotone pour une fonction
Soient {\displaystyle ]a,b[} un intervalle ouvert (borné ou non) et une fonction croissante {\displaystyle f:]a,b[\to \mathbb {R} }. Alors :
- {\displaystyle f} admet en tout point {\displaystyle x} de {\displaystyle ]a,b[} une limite à gauche et une limite à droite, finies, qu'on note respectivement[3] {\displaystyle f(x^{-})} et {\displaystyle f(x^{+})} ; elles vérifient la double inégalité {\displaystyle f(x^{-})\leqslant f(x)\leqslant f(x^{+})} ;
- {\displaystyle f} admet une limite à gauche en {\displaystyle b}, finie ou égale à {\displaystyle +\infty } ; cette limite est finie si et seulement si {\displaystyle f} est majorée.
- {\displaystyle f} admet une limite à droite en {\displaystyle a}, finie ou égale à {\displaystyle -\infty } ; cette limite est finie si et seulement si {\displaystyle f} est minorée.

Un théorème analogue pour les fonctions décroissantes s'en déduit immédiatement en remplaçant {\displaystyle f} par {\displaystyle -f}.
Un corollaire de ce théorème est la continuité de toute surjection monotone d'un intervalle sur un intervalle.
Une autre application classique concerne les fonctions de répartition des variables aléatoires réelles.

#### Points de discontinuité
Théorème de Froda (1929) : l'ensemble {\displaystyle D} des points de discontinuité d'une fonction monotone est fini ou dénombrable (on dit qu'il est au plus dénombrable).
En effet, en notant {\displaystyle \varepsilon _{x}=f(x^{+})-f(x^{-})}, la famille {\displaystyle \left(\varepsilon _{x}\right)_{x\in D\cap [c,d]}} de réels strictement positifs est sommable donc au plus dénombrable pour tout {\displaystyle [c,d]} inclus dans l'intervalle de monotonie. Froda a en fait démontré que pour une fonction réelle quelconque, l'ensemble des points de discontinuité de première espèce est au plus dénombrable. Or pour une fonction monotone, le théorème de la limite monotone dit exactement que ce type de discontinuité est le seul possible.

### Monotonie et signe de la dérivée
Une utilisation classique et importante du calcul différentiel est la caractérisation, parmi les fonctions dérivables (d'une variable réelle, et à valeurs réelles), de celles qui sont monotones (au sens large ou au sens strict) sur un intervalle.
Théorème — Soient {\displaystyle I} un intervalle réel et {\displaystyle f:I\to \mathbb {R} } une application dérivable.
1. {\displaystyle f} est :
  - croissante si et seulement si pour tout {\displaystyle x\in I,f'(x)\geqslant 0} ;
  - décroissante si et seulement si pour tout {\displaystyle x\in I,f'(x)\leqslant 0} ;
  - constante si et seulement si pour tout {\displaystyle x\in I,f'(x)=0}.
2. {\displaystyle f} est strictement croissante si et seulement si pour tout {\displaystyle x\in I,f'(x)\geqslant 0} et de plus l'ensemble des points où la dérivée {\displaystyle f'} s'annule est d'intérieur vide (c'est-à-dire qu'il ne contient aucun intervalle non trivial). Un théorème analogue caractérise, parmi les fonctions dérivables, celles qui sont strictement décroissantes.

Remarques
- Il en résulte qu'une condition suffisante pour qu'une fonction dérivable {\displaystyle f:I\to \mathbb {R} } soit strictement croissante sur {\displaystyle I} est que pour tout {\displaystyle x\in I,f'(x)>0}. Mais cette condition n'est nullement nécessaire, comme le montrent l'énoncé du théorème et les deux exemples suivants.
- Ce théorème se généralise aux fonctions continues sur un intervalle mais dérivables seulement sur le complémentaire d'un sous-ensemble dénombrable : cf. Inégalité des accroissements finis.

Exemple 1
La fonction {\displaystyle f:\mathbb {R} \to \mathbb {R} :x\mapsto x^{3}}, est strictement croissante sur {\displaystyle \mathbb {R} } (cf. Exemples dans le § Monotonie stricte). Le critère ci-dessus permet de le redémontrer :
- elle est dérivable, et pour tout réel {\displaystyle x,f'(x)=3x^{2}} ;
- de plus, l'ensemble des points où sa dérivée s'annule est {\displaystyle \{0\}} ; il est d'intérieur vide.

Exemple 2
La fonction {\displaystyle f:\mathbb {R} \to \mathbb {R} :x\mapsto \cos x+x}, est strictement croissante sur {\displaystyle \mathbb {R} }. En effet :
- elle est dérivable, et pour tout réel {\displaystyle x,\;f'(x)=1-\sin x\geqslant 0} ;
- de plus, l'ensemble des points où sa dérivée s'annule est {\displaystyle \left({\dfrac {\pi }{2}}\right)+2\pi \mathbb {Z} =\left\{x\in \mathbb {R} \mid \exists k\in \mathbb {Z} ,x=\left({\dfrac {\pi }{2}}\right)+2k\pi \right\}}, qui est d'intérieur vide (il est même dénombrable).

Exemple 3
La fonction {\displaystyle f:[-1,1]\to \mathbb {R} :x\mapsto \arccos x+\arcsin x} est constante. En effet, les dérivées de {\displaystyle \arccos } et {\displaystyle \arcsin }, définies sur {\displaystyle ]-1,1[}, sont opposées l'une de l'autre donc sur {\displaystyle ]-1,1[,f'} est nulle et {\displaystyle f} est constante. Ainsi, pour tout {\displaystyle x} dans {\displaystyle ]-1,1[} (et même dans {\displaystyle [-1,1]}, par continuité), {\displaystyle f(x)=f(0)={\dfrac {\pi }{2}}}.

### Propriétés liées à la théorie de l'intégration
Une fonction croissante est dérivable presque partout (on montre d'abord – grâce à l'inégalité maximale de Hardy-Littlewood – que ses quatre dérivées de Dini sont finies presque partout, puis – grâce au théorème de recouvrement de Vitali – qu'elles sont égales, ; une autre méthode pour cette seconde étape est de la démontrer dans le cas où la fonction est continue – grâce au lemme du soleil levant – puis de remarquer que toute fonction croissante est somme d'une fonction croissante continue et d'une « fonction de saut » et que cette dernière est presque partout de dérivée nulle).
On en déduit deux corollaires :
- Toute fonction à variation bornée d'un intervalle réel dans ℝ est dérivable presque partout (comme différence de deux fonctions croissantes).
- Théorème de différentiation de Fubini[8] : une série de fonctions croissantes est presque partout dérivable terme à terme.

## Monotonie en topologie
Une application {\displaystyle f:X\rightarrow Y} entre deux espaces topologiques est dite monotone si chacune de ses fibres est connexe c'est-à-dire que pour tout {\displaystyle y} dans {\displaystyle Y} l'ensemble {\displaystyle f^{-1}(y)} (qui peut être vide) est connexe.

## Monotonie en analyse fonctionnelle
En analyse fonctionnelle, un opérateur {\displaystyle T:X\rightarrow X^{*}} sur un espace vectoriel topologique {\displaystyle X} (qui peut être non linéaire) est appelé opérateur monotone si
{\displaystyle (Tu-Tv,u-v)\geq 0\quad \forall u,v\in X.}
Le théorème de Kachurovskii (en) montre que les dérivées des fonctions convexes sur les espaces de Banach sont des opérateurs monotones.

## Monotonie en théorie des ordres
La théorie des ordres traite des ensembles partiellement ordonnés et des ensembles préordonnés généraux, en plus des intervalles de réels. La définition ci-dessus de la monotonie est également pertinente dans ces cas. Par exemple, considérons une application {\displaystyle f} d'un ensemble ordonné {\displaystyle (A,\leqslant _{A})} dans un ensemble ordonné {\displaystyle (B,\leqslant _{B})}.
- {\displaystyle f} est appelée une application croissante (resp. application strictement croissante) si elle préserve l'ordre (resp. strictement l'ordre), c'est-à-dire que si deux éléments {\displaystyle x} et {\displaystyle y} de {\displaystyle A} vérifient {\displaystyle x\leqslant _{A}y} (resp. {\displaystyle x<_{A}y}), alors leurs images respectives par {\displaystyle f} vérifient {\displaystyle f(x)\leqslant _{B}f(y)} (resp. {\displaystyle f(x)<_{B}f(y)}).
- {\displaystyle f} est appelée une application décroissante (resp. application strictement décroissante) si elle renverse l'ordre (resp. strictement l'ordre), c'est-à-dire que si deux éléments {\displaystyle x} et {\displaystyle y} de {\displaystyle A} vérifient {\displaystyle x\leqslant _{A}y} (resp. {\displaystyle x<_{A}y}), alors leurs images respectives par {\displaystyle f} vérifient {\displaystyle f(x)\geqslant _{B}f(y)} (resp. {\displaystyle f(x)>_{B}f(y)} )

Les applications monotones sont centrales dans la théorie des ordres. Certaines applications monotones remarquables sont les plongements d'ordres (applications pour lesquelles {\displaystyle x\leqslant y} si et seulement si {\displaystyle f(x)\leqslant f(y)} et les isomorphismes d'ordre (les plongements d'ordres qui sont surjectifs).